# Чехословацкая народная армия
Чехословацкая народная армия (чеш. Československá lidová armáda, ČSLA, словац. Československá ľudová armáda, ČSĽA) — название вооружённых сил Чехословакии с 1954 года по 14 марта 1990 года.

## Предшествующие события (1939—1945)
После оккупации Чехословакии нацистской Германией в марте 1939 года армия страны была расформирована. 27 сентября 1941 года между СССР и эмигрировавшим из страны правительством Чехословакии был подписан договор о военном сотрудничестве, в соответствии с которым на территории СССР началось формирование чехословацких воинских частей.
- В январе 1942 года был создан 1-й чехословацкий отдельный пехотный батальон. После завершения комплектования и подготовки личного состава 1 марта 1943 года батальон был направлен на фронт. Таким образом, чехословацкий батальон стал первым иностранным военным формированием, вступившим в бой на стороне СССР на Восточном фронте[1].
- В мае 1943 года была создана 1-я отдельная чехословацкая пехотная бригада[1].
- В апреле 1944 года чехословацкие части были объединены в 1-й Чехословацкий армейский корпус[1].

С приближением линии фронта к оккупированной территории Чехословакии в августе 1944 года началось Словацкое национальное восстание, в ходе которого на сторону восставших перешли многие военнослужащие и подразделения словацкой армии. В конце марта 1945 года СССР безвозмездно передал для чехословацкой армии вооружение для десяти пехотных дивизий, транспорт и средства связи. 5 апреля 1945 года в городе Кошице была опубликована программа Народного фронта о восстановлении республики Чехословакия. 4 мая 1945 года на территорию Чехословакии вступили американские войска.
Призыв военнообязанных и формирование подразделений чехословацкой армии начались в мае 1945 года. 15 мая 1945 года все чехословацкие части были объединены в 1-ю чехословацкую армию. В этот период на вооружение чехословацкой армии сохраняется оружие чехословацкой армии (ранее находившееся на вооружении словацкой армии и немецких оккупационных войск), поступает трофейное немецкое оружие, а также вооружение и техника советского производства.
С момента формирования до окончания войны в боевых действиях против гитлеровской Германии и стран-сателлитов Третьего Рейха части 1-го Чехословацкого корпуса вывели из строя 30 225 военнослужащих противника, уничтожили 156 танков, 38 самолётов, 221 орудие, 274 автомашины и некоторое количество иной техники, захватили значительное количество оружия, снаряжения и военного имущества. Потери 1-го Чехословацкого корпуса составили свыше 11 тыс. военнослужащих погибшими, 10 чехословацких воинских частей и соединений были награждены советскими боевыми орденами, 40 тыс. граждан Чехословакии — медалью «За освобождение Праги».
В ноябре 1945 года американские и советские войска были выведены с территории Чехословакии.

## История

### 1940-е годы
После окончания Второй Мировой войны в 1945-1947 годах подразделения пограничных войск, чехословацкой армии и сотрудники Министерства внутренних дел участвовали в боевых действиях против вооружённых формирований украинских националистов, пытавшихся прорваться в зону оккупации западных союзников с территории СССР и Польши. Первые случаи проникновения националистов имели место в августе — октябре 1945 года в районе Дуклинского перевала, в ноябре — декабре 1945 года ОУН-УПА предприняли попытку прорыва в Словакию крупными силами. В Уличской долине они заняли села Збой, Новая Седлица, Убля, Улич (убито 4 жителя), Колбасово (убито 11 жителей). 14 декабря 1945 года правительство Чехословакии отдало приказ усилить приграничные гарнизоны и привлечь армию к борьбе с боевиками УПА, а в этот же день у Дуклинского перевала была создана подвижная пограничная группа «Яношик» под командованием подполковника Яна Станека.
19 декабря 1945 г. при переходе немецко-чехословацкой границы чешскими пограничниками был захвачен шеф ГВШ УПА Дмитрий Грицай («Перебийнос»), сопровождавший его заместитель руководителя и политический референт Бюро Провода ОУН Дмитрий Маевский («Тарас») застрелился при аресте. В пограничной зоне была создана «группа обеспечения пограничной территории», военнослужащие которой вытеснили боевиков на территорию Польши.
В апреле 1946 года УПА вновь совершила вторжение на территорию Чехословакии, заняв 33 населённых пункта, в боевых действиях против боевиков участвовали 7 тыс. военнослужащих (14 пехотных батальонов, 1 артиллерийский дивизион и 1 авиаэскадрилья). 18 апреля 1946 г. боевики УПА отступили в Польшу. Общие убытки экономике Чехословакии от рейдов ОУН-УПА в 1945-1946 гг. составили 55 млн. крон. В феврале 1947 года СССР, Чехословакия и Польша заключили трёхстороннее соглашение о координации действий в борьбе с формированиями ОУН-УПА.
В 1947 году имели место очередные попытки прорыва УПА в Австрию через территорию Чехословакии, для противодействия которым был создан отдельный пограничный полк «Словакия». В этот период на территории Чехословакии были разгромлены отряды, которыми командовали «Бир», «Хрен» и «Стах», однако ещё несколько отрядов сумели прорваться на территорию Австрии. В целом в ходе боевых действий против ОУН-УПА в 1945—1947 годах потери чехословацкой армии, пограничников и органов безопасности составили 39 человек убитыми, 81 ранеными и 5 пропавшими без вести. В 1947 году была проведена военная реформа. 1 октября 1949 года правительством Чехословакии был принят закон «Об обороне страны», устанавливающие основные принципы организации вооружённых сил и поставленные перед ними задачи.
В первое время после войны армия строилась с участием всех сил, принимавших участие в борьбе против нацизма. По данным на 1947 год 36,8 % генеральских и офицерских должностей занимали лица, воевавшие в чехословацких частях на Западе, 23,5 % — из числа офицерского состава довоенной армии, во время войны находившиеся в заключении и 16,2 % — выходцы из 1-го чехословацкого армейского корпуса. Выходцами из буржуазии было свыше 48 % всего офицерского состава. После февральского переворота 1948 года офицерский состав армии была практически полностью вычищен от некоммунистов.

### 1950-е годы
В 1954 году вооружённые силы ЧССР получили наименование Чехословацкая народная армия (чеш. ČSLA / Československá lidová armáda). В мае 1955 года Чехословакия вступила в Организацию Варшавского Договора. После создания системы коллективной безопасности социалистических государств 24 августа 1955 года правительство страны приняло постановление о сокращении армии на 34 тыс. человек. 24 июля 1956 года правительство Чехословакии приняло постановление о вторичном сокращении армии. 18 декабря 1959 года был принят закон № 76/1959, в соответствии с которым были внесены изменения в систему воинских званий: 1 октября 1960 года были утверждены звания для военнослужащих Чехословацкой народной армии, а ещё раньше, 1 мая — звания сотрудников Корпуса национальной безопасности, куда входила Служба государственной безопасности.

### 1960-е годы
В 1960 году был принят закон о всеобщей воинской обязанности, в соответствии с которым военнообязанными являлись граждане страны мужского пола в возрасте от 18 до 60 лет, призывной возраст составлял 19 лет, срок службы по призыву — 2 года. На 1 октября 1963 года ЧНА насчитывала 3860 танков, 4500 орудий и миномётов, 720 боевых самолётов. По взглядам руководителей Объединённых Вооружённых Сил государств — участников Организации Варшавского договора, ЧНА должна была прикрывать с юга главную ударную группировку (части ГСВГ и ННА ГДР), наступая через южные земли ФРГ к французской границе в общем направлении на Безансон.
После начала операции «Дунай» в августе 1968 года министр национальной обороны ЧССР Мартин Дзур отдал приказ о недопущении сопротивления вводу войск Организации Варшавского Договора.

### 1970-е годы

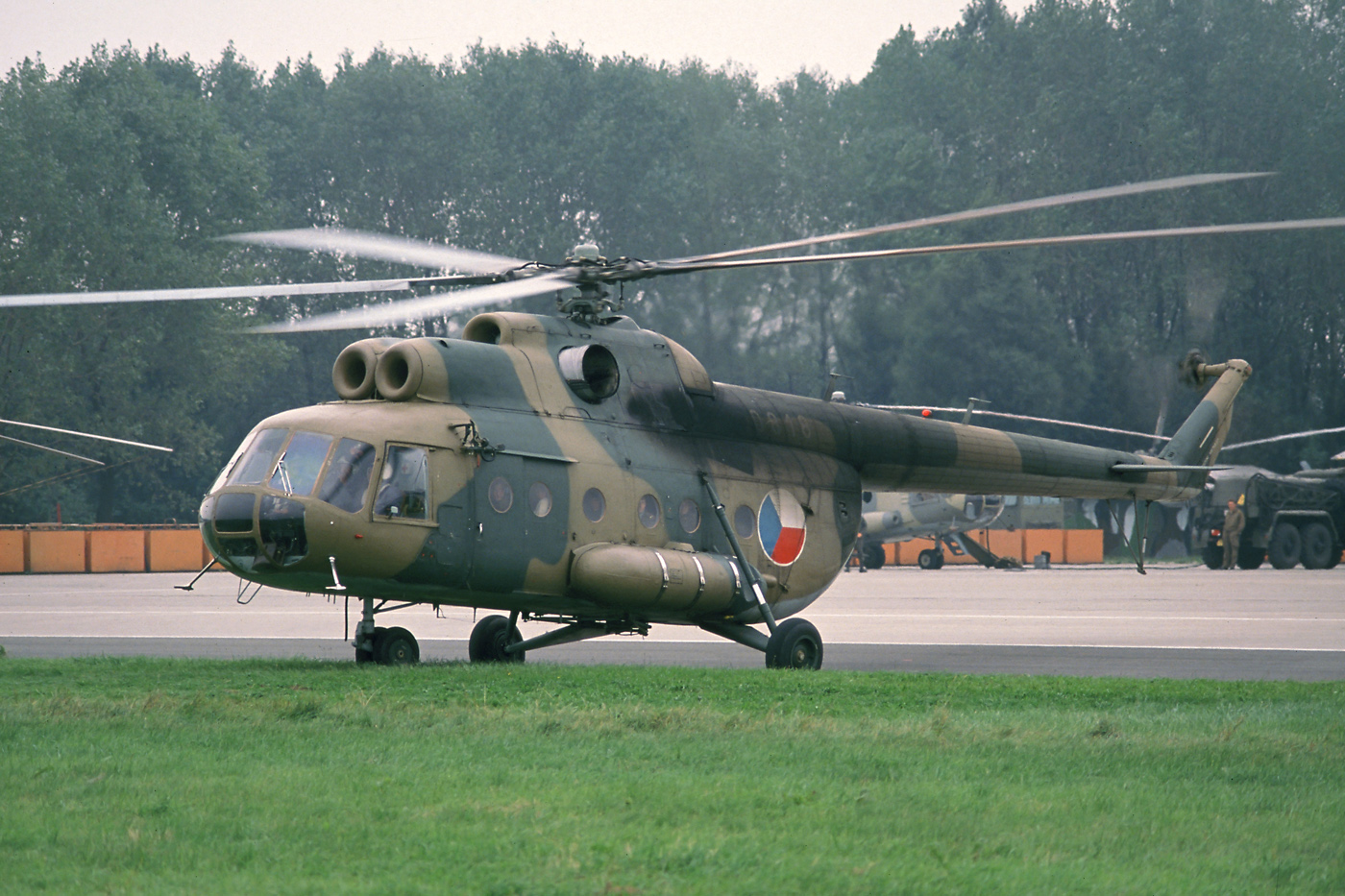
Ми-8Т ВВС Чехословакии

23 июля 1973 года был принят закон «О военной подготовке». 1 января 1979 года был принят новый закон «Об обороне страны».

### 1980-е годы
В 1980 году были введены новые общевоинские уставы
В 1987 году в Чехословацкой народной армии на действительной службе состояло 201 000 человек. Во время Бархатной революции министр национальной обороны ЧССР генерал армии Милан Вацлавик предлагал использовать армию для подавления выступлений, но его предложение отклонили. Категорически против выступил начальник Генерального штаба Мирослав Вацек, вскоре сменивший Вацлавика на министерском посту. Под командованием Вацека армейские части вместе с полицейскими силами разоружили «Народную милицию» — военизированные формирования КПЧ.

### 1990-е годы
14 марта 1990 года было принято решение о переименовании Чехословацкой народной армии в Чехословацкую армию (чеш. Československá armáda).

## Организационная структура

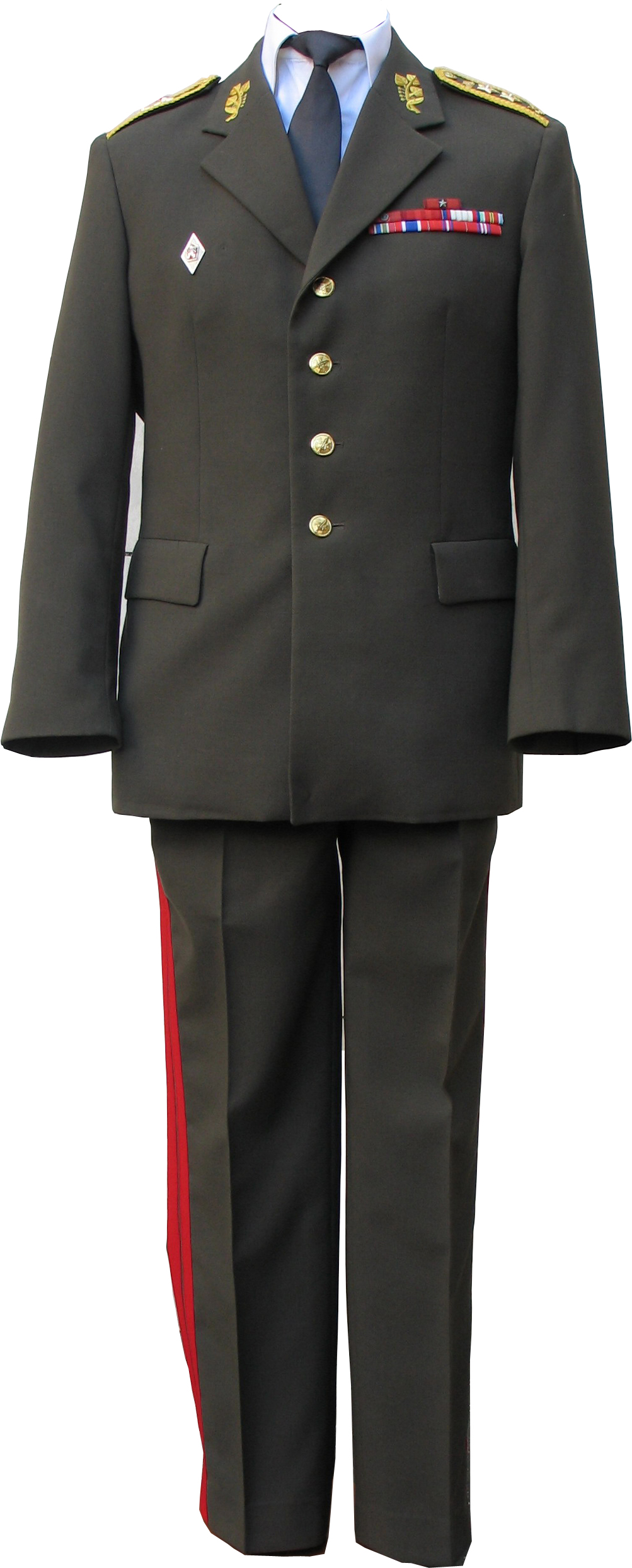
Форма генерала ВВС

Территория ЧССР была разделена на два военных округа:
- Западный военный округ[1];
- Восточный военный округ[1].

Главнокомандующим Чехословацкой народной армией являлся президент страны, общее руководство осуществляло Министерство обороны. В подчинении Министерства обороны находились:
- Сухопутные войска (чеш. Pozemní vojsko)[17][2]
- Военно-воздушные силы (чеш. Vojenské letectvo)[17][2]
- Войска противовоздушной обороны (чеш. Vojska protivzdušné obrany státu)[17][2]
- Пограничные войска[чеш.] (в январе 1972 года были переданы в подчинение Министерства внутренних дел ЧССР)[1]
- Тыловые структуры и службы[17]
- Военно-учебные заведения[17]:

- Военная Академия им. А. Запотоцкого (в г. Брно)
- Военная Академия им. К. Готвальда (в г. Братислава)
- Высшее военное училище сухопутных войск им. Л. Свободы (в г. Вышков)
- Высшее военное авиационное училище имени Словацкого национального восстания (в г. Кошице)
- Высшее военно-техническое училище имени чехословацко-советской дружбы (в г. Липтовски Микулаш)
- Военно-медицинский институт (в г. Градец Кралов)
- Офицерские школы и средние военные школы для подготовки младшего командного состава

- Органы военной печати: газета «Обрана лиду» (Народная оборона), журналы «Лидова армада» (Народная армия), «Ческословенский вояк» (Чехословацкий воин) и «Записник» (Блокнот)[1]
- Культурно-просветительские организации:

- Армейский художественный ансамбль им. Вита Неедлы
- Центральный оркестр Чехословацкой Народной армии
- Военно-художественный ансамбль им. капитана Яна Налепки
- Студия чехословацкого военного фильма

- Армейский спортивный клуб «Дукла»[1]

### Сухопутные войска
В 1987 году сухопутных войсках активную службу несло 145 000 человек, 100 000 из них были солдатами-срочниками.. Всего численность личного состава насчитывала 201 тысячу человек (активную службу несло 72%). В сухопутных войсках были пехотные, бронетанковые и артиллерийские части. Военная доктрина ЧССР предусматривала движение бронетанковых колон при поддержке пехоты: бронетехника выполняла основные задания, а пехота оказывала ей артиллерийскую поддержку (миномёты, противотанковые орудия, артиллерия среднего калибра) и снайперскую помощь. Срок службы составлял 24 месяца, призывались мужчины в возрасте от 18 до 27 лет.

### Военно-воздушные силы
ВВС Чехословакии были полностью укомплектованы сверхзвуковыми реактивными истребителями, ударными вертолётами, системами противовоздушной обороны и радиоэлектронным вооружением.

### Войска противовоздушной обороны

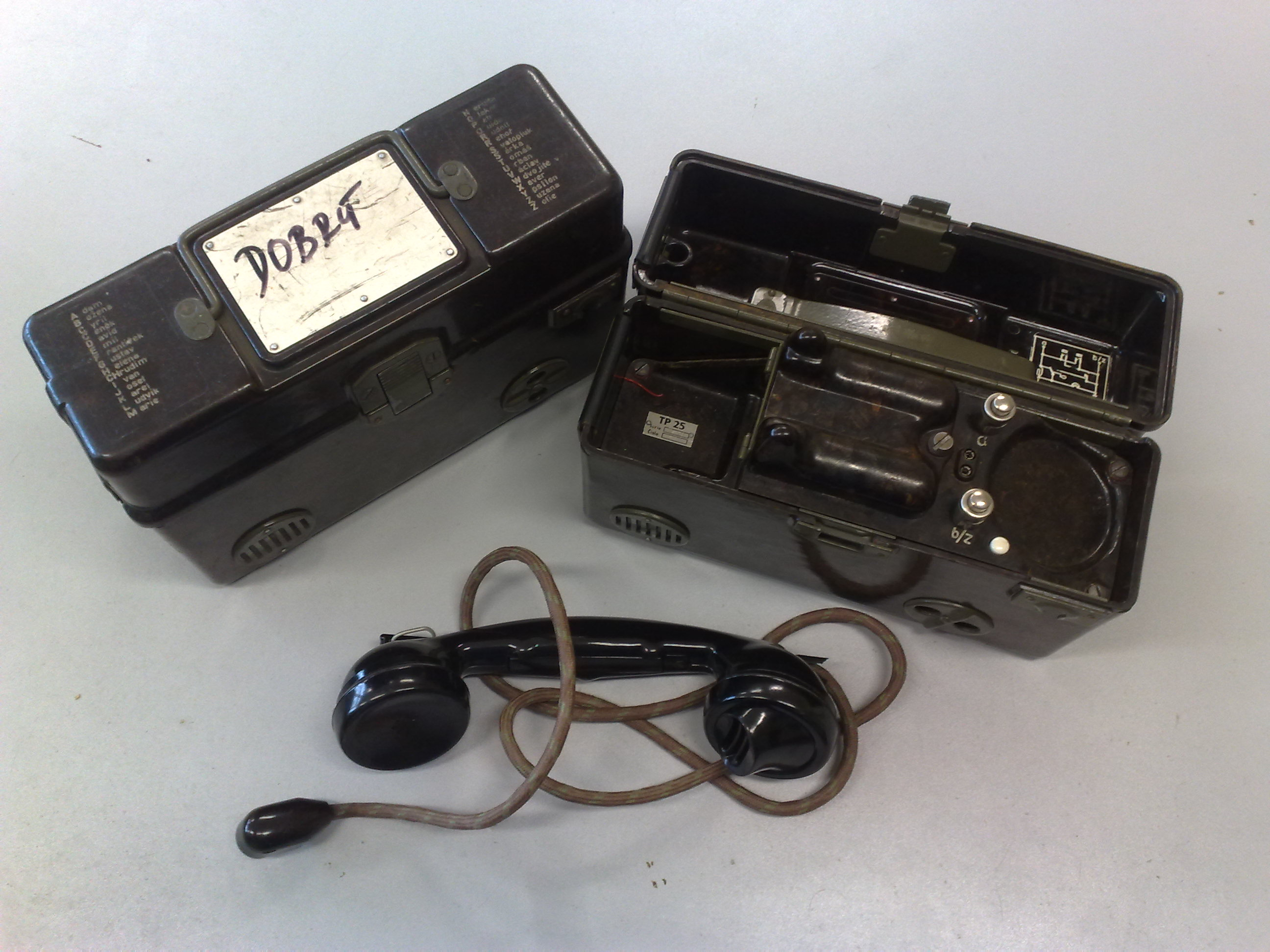
Полевой телефон TP 25 чехословацкой армии

На вооружении войск ПВО были ракеты класса «земля-воздух», средства для перехвата истребителей противника, радиолокаторы и различные средства обнаружения войск.

### Участие в совместных учениях
Чехословацкая народная армия принимала участие в совместных учениях армий стран Организации Варшавского Договора: «Одра — Ниса» (1969 г.); «Запад-77» (1977 г.); «Щит-79» (1979 г.); «Братство по оружию» (1980 г.); «Союз» (1981 г.); «Дружба-82» (1982 г.);  «Щит-82» (1982 г.); «Дружба-83» (1983 г.); «Щит-84» и «Дружба-84» (1984 г.); «Дружба-86» (1986 г.).

## Техника

### Сухопутные войска
| Модель | Страна-производитель | Тип                                  | Варианты      | Экземпляров | Примечания                             |
| ------ | -------------------- | ------------------------------------ | ------------- | ----------- | -------------------------------------- |
| Т-72   | СССР, Чехословакия   | Основной боевой танк                 | Т-72М, Т-72М1 | 700         |                                        |
| Т-55   | СССР                 | Основной боевой танк                 |               | 1,908       | 1,277 (48% всех танков ЧССР) в резерве |
| BVP-2  | Чехословакия         | Боевая машина пехоты                 |               | 280         |                                        |
| BVP-1  | Чехословакия         | Боевая машина пехоты                 |               | 1,390       |                                        |
| OT-90  | Чехословакия         | Бронетранспортёр                     |               | 620         | Модификация БМП-1                      |
| OT-64  | Чехословакия         | Бронетранспортёр                     |               | 1,600       |                                        |
| OT-62  | Чехословакия         | Бронетранспортёр                     |               |             | Чехословацкая модификация БТР-50       |
| БРДМ-2 | Чехословакия         | Разведывательная / патрульная машина |               |             |                                        |

### ВВС и ПВО
| Модель | Страна-производитель | Тип                        | Варианты                              | Экземпляров | Примечания                            |
| ------ | -------------------- | -------------------------- | ------------------------------------- | ----------- | ------------------------------------- |
| МиГ-29 | СССР                 | Истребитель                |                                       | 20          | 18 боевых, 2 учебных                  |
| МиГ-23 | СССР                 | Истребитель                | МиГ-23БН, МиГ-23МФ, МиГ-23МЛ, МиГ-23У | 70          |                                       |
| МиГ-21 | СССР                 | Истребитель-бомбардировщик |                                       | 180+        |                                       |
| Су-25  | СССР                 | Истребитель-бомбардировщик | Су-25К, Су-25УБК                      | 38          | 36 боевых, 2 учебных                  |
| Су-22  | СССР                 | Истребитель-бомбардировщик | Су-22М, Су-22УМ                       | 57          | 49 боевых, 8 учебных                  |
| Ми-24  | СССР                 | Ударный вертолёт           | Ми-24Д, Ми-24В                        | 62          | 29 x Ми-24Д, 2 x Ми-24УД, 31 x Ми-24В |
| Ми-17  | СССР                 | Транспортный вертолёт      |                                       |             |                                       |
| L-39   | Чехословакия         | Учебный самолёт            | L-39C, L-39ZA, L-39V                  | 57+         | 24 x L-39C, 27 x L-39ZA, 6 x L-39V    |

## Воинские звания
В Чехословацкой народной армии первоначально были утверждены воинские звания и знаки различия, аналогичные воинским званиям Советской армии. В 1958 году начался переход к новой системе званий, завершившийся подписанием закона 76/1959 «О некоторых положениях воинской службы». Окончательно система званий, действовавшая до распада Чехословакии, была принята в 1960 году.

### Генералы и офицеры
| Категории            | Генералы        | Генералы          | Генералы          | Генералы      | Старшие офицеры | Старшие офицеры | Старшие офицеры | Младшие офицеры | Младшие офицеры   | Младшие офицеры | Младшие офицеры   |
| -------------------- | --------------- | ----------------- | ----------------- | ------------- | --------------- | --------------- | --------------- | --------------- | ----------------- | --------------- | ----------------- |
|                      |                 |                   |                   |               |                 |                 |                 |                 |                   |                 |                   |
| Чешское звание       | Armádní generál | Generálplukovník  | Generálporučík    | Generálmajor  | Plukovník       | Podplukovník    | Major           | Kapitán         | Nadporučík        | Poručík         | Podporučík        |
| Русское соответствие | Генерал армии   | Генерал-полковник | Генерал-лейтенант | Генерал-майор | Полковник       | Подполковник    | Майор           | Капитан         | Старший лейтенант | Лейтенант       | Младший лейтенант |

### Прапорщики, сержанты и рядовые
| Категории            | Прапорщики        | Прапорщики | Прапорщики   | Сержанты    | Сержанты        | Сержанты | Сержанты        | Сержанты | Рядовые   | Рядовые |
| -------------------- | ----------------- | ---------- | ------------ | ----------- | --------------- | -------- | --------------- | -------- | --------- | ------- |
|                      |                   |            |              |             |                 |          |                 |          |           |         |
| Чешское звание       | Nadpraporčík      | Praporčík  | Podpraporčík | Nadrotmistr | Rotmistr        | Rotný    | Četař           | Desátník | Svobodník | Vojín   |
| Русское соответствие | Старший прапорщик | Прапорщик  | нет          | Старшина    | Старший сержант | Сержант  | Младший сержант | нет      | Ефрейтор  | Рядовой |

### Упразднённые звания
- Старшина (Staršina) — с 1948 по 1959 годы
- Штабс-прапорщик / штабной прапорщик (Štábní praporčík) — упразднено в 1949 году
- Штабс-капитан / штабной капитан (Štábní kapitán) — упразднено в 1952 году
- Бригадный генерал (Brigádní generál) — упразднено в 1950 году
- Дивизионный генерал (Divizní generál) — упразднено в 1950 году
- Корпусной генерал (Чехословакия) (Sborový generál) — упразднено в 1950 году
- Штабс-ротмистр / штабный ротмистр (Štábní rotmistr)

## Профессиональные праздники
- 15 января — День ракетных войск и артиллерии Чехословацкой народной армии (годовщина сражения у польского города Ясло 15 января 1945 года, в ходе которого артиллерийские части 1-го чехословацкого армейского корпуса поддержали огнём советские войска 38-й армии)[1]
- 6 октября — День Чехословацкой народной армии (годовщина сражения на Дуклинском перевале 6 октября 1944 года, в ходе которого чехословацкие солдаты 1-го чехословацкого армейского корпуса и советские солдаты 38-й армии вступили на территорию Чехословакии)[17][2]
- 17 сентября — день авиации Чехословацкой народной армии[1]